# Warreopsis purpurea
Warreopsis purpurea là một loài thực vật có hoa trong họ Lan. Loài này được P.Ortiz miêu tả khoa học đầu tiên năm 1994.